# Université au Chili
Le Chili dispose de 55 universités répartis en deux types, d'une part les universités dites « traditionnelles » (en espagnol : universidades tradicionales), qui sont coordonnées par le Conseil des recteurs des universités chiliennes (es) (Cruch), composées des 20 universités publiques du pays et de 9 universités privées, et d'autre part les 26 universités privées restantes.

## Histoire

### Les premières universités
La première université créée au Chili est l'Université pontificale saint Thomas d'Aquin (es), fondée le 19 août 1622 par l'ordre dominicain. Elle disparaît en 1747.
La plus ancienne université toujours existante est l'Université du Chili, créée à Santiago en 1842.
Il y a lieu également de citer l'École des arts et métiers de Santiago créée en 1848 et qui participe à la création en 1947 de l'Université technique d'État.
la plus ancienne créée en dehors de la capitale est l'Université de Concepción, créée à Concepción en 1919. C’est également la première université privée. Elle fait partie du Conseil des recteurs des universités chiliennes.
Il existait également des établissements d'enseignement supérieur en dehors de Santiago, comme l'École des mines de Copiapó (es), créée en 1857. Plus tard elle participera à la fondation de l'Université d’Atacama.

### Réforme de 1981

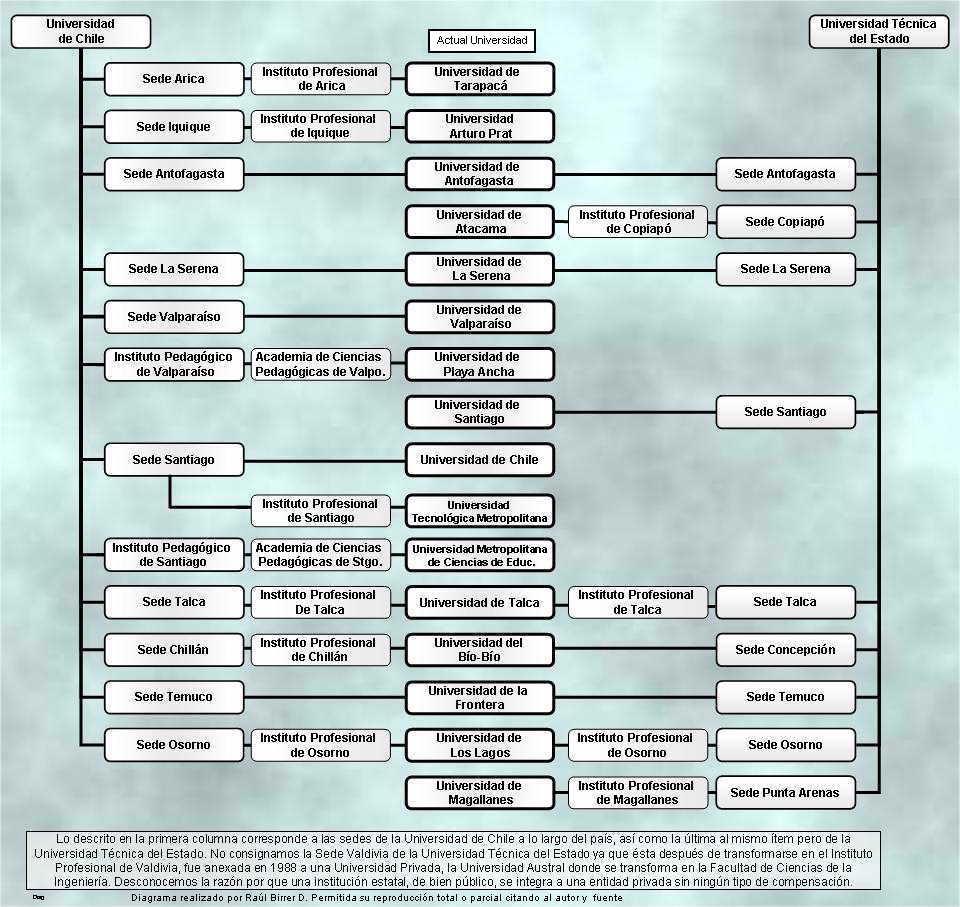

Une réorganisation complète du système universitaire est décidé par le décret-loi du 12 décembre 1980.
En 1981, l'université technique d'État est transformée en université de Santiago du Chili (Usach).
Quatorze universités publiques sont créées dans tout le pays à partir des sites décentralisés de l'Université du Chili et/ou de l'Université technique d'État :
- Université de Tarapacá, créée en 1981 à partir d'une part du site d'Arica de l'Université du Chili, fondé en 1960 et transformé en 1981 en l'Institut professionnel d'Arica et d'autre part du site d'Arica de l'Université catholique du Nord ;
- Université d'Antofagasta, créée en 1981 à partir du site d'Antofagasta de l'Université du Chili fondé en 1957 et du site d'Antofagasta de l'UTE fondé en 1952 ;
- Université d'Atacama (es), créée en 1981 à partir du site de Copiapó de l'UTE créé en 1952 et transformé auparavant en 1981 en l'Institut professionnel de Copiapó. Le site de Copiapó de l'UTE a été créé à partir d'une part de l'École des mines de Copiapó fondée en 1857 et d'autre part de l'École normale de Copiapó fondée en 1905 ;
- Université de La Serena, créée en 1981 à partir d'une part du site de La Serena de l'université du Chili créé en 1971 et d'autre part du site de La Serena de l'UTE fondé en 1952. Le site de La Serena de l'UTE a été créé à partir de l'École pratique des mines de La Serena fondée en 1887 ;
- Université de Valparaíso, créée en 1981 à partir du site de Valparaíso de l'université du Chili fondé en 1911 ;
- Université de Talca, créée en 1981 à partir de l'Institut professionnel de Talca, créé en 1981 à partir du site de Talca de l'université du Chili fondé en 1964 et du site de Talca de l'UTE fondé en 1962 ;
- Université de la Frontière, créée en 1981 à partir du site de Temuco de l'Université du Chili et du site de Temuco de l'UTE créé en 1952 ;
- Université de Magallanes, créée en 1981 à partir du site de Punta Arenas de l'UTE créé en 1961, transformé auparavant en l'Institut professionnel de Magallanes créé en 1981 ;
- Université Arturo-Prat, créée en 1984 à partir du site d'Iquique de l'Université du Chili créé en 1965 et transformé en 1981 en l'Institut professionnel d'Iquique ;
- Université de Playa Ancha, créée en 1985 à partir de l'Académie supérieure des sciences pédagogiques de Valparaíso créée en 1981. L'Académie fait suite à l'Institut pédagogique de Valparaíso créé en 1948 et intégré à l'université du Chili en 1954 ;
- Université métropolitaine des sciences de l'éducation (es), créée en 1985 à partir de l'Académie supérieure des sciences pédagogiques de Santiago créée en 1981 à partir de l'Institut pédagogique de Santiago de l'université du Chili fondé en 1889 ;
- Université du Bío-Bío, créée en 1988 par la fusion de l'Institut professionnel de Chillán et de l'Université de Bío-Bío de Concepción. L'Institut professionnel de Chillán a été créé en 1981 à partir du site de Chillán de l'université du Chili. L'université de Bío-Bío a été créée également en 1981 à partir du site de Concepción de l'UTE ;
- Université des Lacs (es), créée en 1993 à partir de l'Institut professionnel d'Osorno, créé en 1981 à partir du site d'Osorno de l'Université du Chili fondé en 1964 et du site d'Osorno de l'UTE également fondé en 1964 ;
- université technologique métropolitaine (es), créée en 1993 à partir de l'Institut professionnel de Santiago créé en 1981. Cet institut est l'héritier de l'Académie d'études technologiques de l'université du Chili ;

À noter que le site de Valdivia de l'UTE est transformé en l'Institut professionnel de Valdivia qui est intégré en 1988 à l'université australe du Chili qui est une université privée.

## Liste complète
Dans le tableau ci-dessous les universités sont classées en premier lieu par année de fondation et en second lieu par ordre décroissant de classification académique internationale.
| Université | Acron.  | Année de fondation                                  | Statut | Statut | CR | Siège central | Autres campus | Nb étud.      |
| Université | Acron.  | Année de fondation                                  | pub    | pri    | CR | Siège central | Autres campus | Nb étud.      |
| --- | ------- | --------------------------------------------------- | ------ | ------ | -- | ------------- | --- | ------------- |
| Université du Chili Universidad de Chile                                                                         | UCh     | 1842                                                | X      |        | X  | Santiago      | | 30 000 (2016) |
| Université pontificale catholique du Chili Pontificia Universidad Católica de Chile                              | PUC     | 1888                                                |        | X      | X  | Santiago      | Villarrica | 39 000 (2018) |
| Université de Concepción Universidad de Concepción                                                               | UDEC    | 1918                                                |        | X      | X  | Concepción    | - Chillán - Los Ángeles | 27 000 (2016) |
| Université pontificale catholique de Valparaíso Pontificia Universidad Católica de Valparaíso                    | PUCV    | 1928                                                |        | X      | X  | Valparaíso    | - Viña del Mar - Quillota - Quilpué | 11 000 (2018) |
| Université technique Federico Santa María (es) Universidad Técnica Federico Santa María                          | USM     | 1931                                                |        | X      | X  | Valparaíso    | - Viña del Mar - Hualpén - Rancagua - Santiago | 19 000 (2016) |
| Université de Santiago du Chili Universidad de Santiago de Chile                                                 | Usach   | 1848 (EAO) 1947 (UTE) 1981                          | X      |        | X  | Santiago      | | 22 000 (2016) |
| Université australe du Chili Universidad Austral de Chile                                                        | UACh    | 1954                                                |        | X      | X  | Valdivia      | - Puerto Montt - Osorno - Coyhaique | 16 000 (2018) |
| Université catholique du Nord Universidad Católica del Norte                                                     | UCN     | 1956                                                |        | X      | X  | Antofagasta   | Coquimbo | 10 000 (2016) |
| Université technologique du Chili INACAP (es) Universidad Tecnológica de Chile INACAP                            | UTECH   | 1966                                                |        | X      |    | Santiago      | - Arica - Iquique - Calama - Antofagasta - La Serena - Valparaíso - Rancagua - Curicó - Talca - Chillán - Talcahuano - Los Ángeles - Temuco - Valdivia - Osorno - Puerto Montt - Coyhaique - Punta Arenas | 9 600 (2018)  |
| Université de Valparaíso Universidad de Valparaíso                                                               | UV      | 1911 (UCh) 1981                                     | X      |        | X  | Valparaíso    | - Santiago - San Felipe | 3 100 (2015)  |
| Université de Talca Universidad de Talca                                                                         | UTALCA  | 1962 (UTE) 1964 (UCh) 1981                          | X      |        | X  | Talca         | - Curicó - Santiago - Santa Cruz - Linares | 8 700 (2016)  |
| Université de Tarapacá Universidad de Tarapacá                                                                   | UTA     | 1960 (UCh) 1981                                     | X      |        | X  | Arica         | Iquique | 8 700 (2015)  |
| Université de la Frontière Universidad de La Frontera                                                            | UFRO    | 1952 (UTE) ? (UCh) 1981                             | X      |        | X  | Temuco        | - Malleco - Pucón | 9 400 (2016)  |
| Université de La Serena Universidad de La Serena                                                                 | ULS     | 1887 (EPMLS) 1952 (UTE) 1971 (UCh) 1981             | X      |        | X  | La Serena     | - Coquimbo - Ovalle | 7 000 (2015)  |
| Université d'Antofagasta Universidad de Antofagasta                                                              | UA      | 1918 (EIS) 1952 (UTE) 1957 (UCh) 1981               | X      |        | X  | Antofagasta   | | 6 300 (2015)  |
| Université de Magallanes Universidad de Magallanes                                                               | UMAG    | 1961 (UTE) 1981                                     | X      |        | X  | Punta Arenas  | - Puerto Natales - Porvenir - Puerto Williams - Coyhaique | 1 200 (2015)  |
| Université d'Atacama (es) Universidad de Atacama                                                                 | UDA     | 1857 (EMC) 1952 (UTE) 1981                          | X      |        | X  | Copiapó       | - Vallenar - Caldera - Santiago | 2 900 (2015)  |
| Université Gabriela Mistral (es) Universidad Gabriela Mistral                                                    | UGM     | 1981                                                |        | X      |    | Santiago      | Puerto Varas | 2 800 (2015)  |
| Université des arts, sciences et communication (es) Universidad de Artes, Ciencias y Comunicación                | UNIACC  | 1981                                                |        | X      |    | Santiago      | - Valparaíso - Concepción - Punta Arenas | 2 200 (2014)  |
| Université Diego-Portales Universidad Diego Portales                                                             | UDP     | 1982                                                |        | X      | X  | Santiago      | | 17 000 (2016) |
| Université centrale du Chili Universidad Central de Chile                                                        | UCEN    | 1982                                                |        | X      |    | Santiago      | - Antofagasta - La Serena | 13 000 (2015) |
| Université Arturo Prat Universidad Arturo Prat                                                                   | UNAP    | 1965 (UCh) 1981 (IPI) 1984                          | X      |        | X  | Iquique       | - Arica - Calama - Antofagasta - Santiago - Victoria | 14 000 (2018) |
| Université de Playa Ancha Universidad de Playa Ancha                                                             | UPLA    | 1948 (IPV) 1954 (UCh) 1981 (ASSPV) 1985             | X      |        | X  | Valparaíso    | San Felipe | 8 000 (2015)  |
| Université métropolitaine des sciences de l'éducation (es) Universidad Metropolitana de Ciencias de la Educación | UMCE    | 1889 (IPS/UCh) 1981 (ASSPS) 1985                    | X      |        | X  | Santiago      | | 4 800 (2015)  |
| Université bolivarienne (es) Universidad Bolivariana                                                             | UB      | 1987                                                |        | X      |    | Santiago      | - Iquique - La Serena - Ovalle - Talca - Chillán - Concepción - Los Ángeles | 4 400 (2015)  |
| Université Andrés Bello (es) Universidad Andrés Bello                                                            | UNAB    | 1988                                                |        | X      |    | Santiago      | - Viña del Mar - Talcahuano | 48 500 (2018) |
| Université Adolfo Ibáñez Universidad Adolfo Ibáñez                                                               | UAI     | 1988                                                |        | X      |    | Santiago      | Viña del Mar | 11 700 (2018) |
| Université du Bío-Bío Universidad del Bío-Bío                                                                    | UBB     | 1947 (UTE) 1966 (UCh) 1981 (UBB) 1981 (IPROCH) 1988 | X      |        | X  | Concepción    | Chillán | 11 000 (2015) |
| Université Mayor Universidad Mayor                                                                               | U.Mayor | 1988                                                |        | X      |    | Santiago      | Temuco | 22 500 (2016) |
| Université Saint-Thomas (es) Universidad Santo Tomás                                                             | UST     | 1988                                                |        | X      |    | Santiago      | - Arica - Iquique - Antofagasta - Copiapó - La Serena - Viña del Mar - Talca - Concepción - Los Ángeles - Temuco - Valdivia - Osorno - Puerto Montt                                                       | 29 500 (2016) |
| Université Finis Terrae (es) Universidad Finis Terrae                                                            | UFT     | 1988                                                |        | X      |    | Santiago      | | 7 500 (2016)  |
| Universidad Academia de Humanismo Cristiano                                                                      | UAHC    | 1988                                                |        | X      |    | Santiago      | | 3 700 (2018)  |
| Université des Amériques (es) Universidad de Las Américas                                                        | UDLA    | 1988                                                |        | X      |    | Santiago      | Viña del Mar Concepción | 24 000 (2016) |
| Université Viña del Mar (es) Universidad Viña del Mar                                                            | UVM     | 1988                                                |        | X      |    | Viña del Mar  | San Felipe | 8 000 (2015)  |
| Université La República (es) Universidad La República                                                            | ULARE   | 1988                                                |        | X      |    | Santiago      | - Antofagasta - Vallenar - Illapel - San Fernando - Chillán - Concepción - Los Ángeles | 5 500         |
| Université des Andes Universidad de los Andes                                                                    | UANDES  | 1989                                                |        | X      |    | Santiago      | | 19 000 (2016) |
| Université autonome du Chili (es) Universidad Autónoma de Chile                                                  | UA      | 1989                                                |        | X      |    | Temuco        | - Talca - Santiago | 24 700 (2018) |
| Université Saint-Sébastien Universidad San Sebastián                                                             | USS     | 1989                                                |        | X      |    | Santiago      | - Puerto Montt - Valdivia - Concepción | 27 100 (2016) |
| Université de Aconcagua (es) Universidad de Aconcagua                                                            | UAC     | 1989                                                |        | X      |    | Santiago      | - Calama - La Serena - San Felipe - Los Andes - Quilpué - Rancagua - Machalí - Temuco - Puerto Montt - Ancud                                                                                              | 8 800 (2015)  |
| Université du développement Universidad del Desarrollo                                                           | UDD     | 1990                                                |        | X      |    | Concepción    | Santiago | 16 700 (2016) |
| Université Bernardo O'Higgins (es) Universidad Bernardo O'Higgins                                                | UBO     | 1990                                                |        | X      |    | Santiago      | | 6 800 (2018)  |
| Université catholique Silva Henríquez (es) Universidad Católica Silva Henríquez                                  | UCSH    | 1990                                                |        | X      |    | Santiago      | | 5 500 (2015)  |
| Université adventiste du Chili Universidad Adventista de Chile                                                   | UnACh   | 1990                                                |        | X      |    | Chillán       | | 2 200 (2015)  |
| Université SEK (es) Universidad SEK                                                                              | USEK    | 1990                                                |        | X      |    | Santiago      | | 700           |
| Université catholique de Temuco Universidad Católica de Temuco                                                   | UCT     | 1959 (EUF) 1972 (PUC) 1991                          |        | X      | X  | Temuco        | | 8 800 (2015)  |
| Université catholique de la Très Sainte Conception Universidad Católica de la Santísima Concepción               | UCSC    | 1975 (PUC) 1991                                     |        | X      | X  | Concepción    | - Talcahuano - Los Ángeles - Chillán - Cañete | 14 300 (2018) |
| Université catholique du Maule (es) Universidad Católica del Maule                                               | UCM     | 1970 (PUC) 1991                                     |        | X      | X  | Talca         | Curicó | 7 100 (2015)  |
| Université des Lacs (es) Universidad de Los Lagos                                                                | ULAGOS  | 1964 (UCh) 1964 (UTE) 1981 (IPO) 1993               | X      |        | X  | Osorno        | - Puerto Montt - Santiago | 4 000 (2015)  |
| Université technologique métropolitaine (es) Universidad Tecnológica Metropolitana                               | UTEM    | ? (AET/UCh) 1981 (IPS) 1993                         | X      |        | X  | Santiago      | San Fernando | 7 600 (2015)  |
| Université Miguel de Cervantes (es) Universidad Miguel de Cervantes                                              | UMC     | 1996                                                |        | X      |    | Santiago      | | 850 (2010)    |
| Université Alberto Hurtado (es) Universidad Alberto Hurtado                                                      | UAH     | 1997                                                |        | X      |    | Santiago      | | 8 000 (2018)  |
| Université Chileno-Británica de Cultura (es) Universidad Chileno-Británica de Cultura                            | UCBC    | 2006                                                |        | X      |    | Santiago      | |               |
| Université Pedro de Valdivia (es) Universidad Pedro de Valdivia                                                  | UPV     | 2006                                                |        | X      |    | Santiago      | - Chillán - Concepción - La Serena - Antofagasta | 11 500 (2016) |
| Université Los Leones (es) Universidad Los Leones                                                                | ULL     | 2010                                                |        | X      |    | Santiago      | |               |
| Université de O'Higgins (es) Universidad de O'Higgins                                                            | UOH     | 2015                                                | X      |        | X  | Rancagua      | - San Fernando - Rengo | 400 (2017)    |
| Université de Aysén (es) Universidad de Aysén                                                                    | UAY     | 2015                                                | X      |        | X  | Coyhaique     | |               |

## Classement international
Voir l'article en espagnol Anexo:Universidades de Chile.